# Lycaeopsis edwardsi
Lycaeopsis edwardsi är en kräftdjursart. Lycaeopsis edwardsi ingår i släktet Lycaeopsis och familjen Lycaeopsidae. Inga underarter finns listade i Catalogue of Life.